# Murray Harold Protter
Murray Harold Protter (Brooklyn, 13 de fevereiro de 1918 — 1 de maio de 2008) foi um matemático estadunidense.
Conhecido por suas contribuições à teoria das equações diferenciais parciais, bem como por seus livros sobre cálculo.
Protter obteve o mestrado em matemática na Universidade de Michigan (1937) e o doutorado na Universidade Brown com a tese "Generalized Spherical Harmonics", orientado por Lipman Bers (1946). Durante a Segunda Guerra Mundial estudou aeroelasticidade e flutter de aviões militares na companhia de aviões Vought em Stratford (Connecticut) (1943–1945). Desde sua graduação trabalhou como professor assistente na Universidade de Syracuse (1947–1951), foi pesquisador no Instituto de Estudos Avançados de Princeton (1951–1953) e na Universidade da Califórnia em Berkeley (1953–1988), onde foi catedrático (1962–1965).
Protter desenvolveu a "auto-aprendizagem" de matemática. American Mathematical Society foi membro de 1941, sendo tesoureiro (1968–1972) e editor da coluna book review.

## Livros
- Calculus with Analytic Geometry:  A first Course (1964). Com Charles Morrey
- Intermediate Calculus (1971, 1985). Com Charles B. Morrey, Jr.
- A First Course in Real Analysis (1976, 1997). Com Charles B. Morrey, Jr.
- Basic Elements of Real Analysis (1998).
- Maximum Principles in Differential Equations (1967, 1999). Com Hans Weinberger